# 阿伊加尔
阿伊加尔，是西班牙埃斯特雷马杜拉卡塞雷斯省的一个市镇。总面积52平方公里，2001年普查人口總數為1602人，人口密度為每平方公里31人。